# Raadhuis van Winkel
Het Raadhuis van Winkel, ook wel het Regthuis of de Waag, is een provinciaal monument in het Noord-Hollandse dorp Winkel. Het eeuwenoude pand stamt uit 1599 en deed in de afgelopen 400 jaar dienst als rechthuis, waag, raadhuis, brandweerkazerne, politiebureau, postkantoor en museum. Van 2018 tot 2019 werd het pand omgebouwd tot woonhuis. In 2023 is het erkend als gemeentelijk monument.

## Bouwjaar: 1599 of 1615
Het exacte bouwjaar van het raadhuis valt niet met zekerheid te zeggen. Op de oude gevelsteen met gemeentewapen staat het jaartal 1599 vermeld. Dendrochronologisch onderzoek deed echter blijken dat de twee oudste houten moerbinten uit 1615 stammen.

## Geschiedenis
Het voormalige raadhuis diende van oorsprong als rechthuis voor Stede Winkel. Zowel het bestuurlijke als rechtsprekende orgaan van de stede was ondergebracht in het raadhuis. Later heeft het pand als raadhuis, brandweerkazerne, politiebureau, postkantoor en museum gefungeerd.

### Rechthuis
Stede Winkel werd bestuurd door een vroedschap bestaande uit 36 vroedmannen, die uit hun midden 2 burgemeesters en 7 schepenen kozen.  Of het vroedschap al in 1599, of pas later bij de uitbreiding met extra verdieping en toren in 1666, in het Regthuis was ondergebracht, is niet duidelijk. Onder leiding van de schout van de Niedorperkogge organiseerde de schepenen de rechtspraak in Winkel. Net zoals het vroedschap was de schepenbank ondergebracht in het raadhuis. Voor kleinere vergrijpen werd er om de 14 dagen een “Rechtdag” gehouden in het rechthuis. De stederechtbank kwam driemaal per jaar bijeen om over grotere strafzaken te beoordelen. Rechtdagen werden van tevoren aangekondigd in de kerk.

### Waaggebouw
Het rechthuis deed ook dienst als waag. Nadat Niedorp en Winkel in 1415 stadsrechten toegekend kregen, hadden beide streeksteden het recht om tweemaal per jaar een jaarmarkt te organiseren, alsook elke donderdag een weekmarkt, allebei binnen Winkel. De eerste jaarmarkt vond plaats in augustus als paardenmarkt. De tweede jaarmarkt was een koeienmarkt die in de maand oktober georganiseerd werd. De wekelijkse markt was een botermarkt die op de vrijdagen plaatsvond. De botermarkt werd omstreeks 1860 voor het laatst georganiseerd. Deze markten werden allemaal op het plein van het raadhuis gehouden, waar om die reden een waag was gevestigd. Om na te gaan of de juiste maten voor boter gehanteerd werden, lagen er in het raadhuis van Winkel boterkoppen van de steden Alkmaar, Medemblik en Schagen op voorraad.

### Brandweerkazerne
Uit een prent van 1856 blijkt dat de brandspuit van de brandweer aan de noordkant van het raadhuis was geplaatst. Het vroedschap van Winkel besloot op 7 april 1708 één, en later dat jaar op 3 april 1708 twee extra brandspuiten aan te schaffen. Omstreeks 1750 waren er twee brandspuiten in Winkel: de Wester- en Oosterspuit.

### Postkantoor & politiebureau
In de tweede helft van de 20e eeuw zaten er een postkantoor en politiebureau in het Regthuis. De gemeente vertrok na een fusie naar het raadhuis van Nieuwe Niedorp. Het postkantoor was gevestigd op de begane grond in 1960. Hierbij werden de balken onder de begane vloer vervangen, en de lambrisering uit 1923 weggehaald. De politie hield er destijds op de bovenverdieping een hoofdkantoor.

### Parfumflessenmuseum
Van 1994 tot 2017 was het Nederlands Parfumflessen Museum ondergebracht in het Regthuis. In het museum waren ruim 7000 parfumflesjes aanwezig, waaronder ook zeldzame soorten en van meesters als René Jules Lalique. Het museum trok gemiddeld 10 tot 12 duizend bezoeker per jaar, en was met behulp van vrijwilligers drie dagen per week open of op afpsraak te bezichtigen. De veertig mooiste stukken uit de collectie werden op 19 juni 2017 geveild in Parijs.

## Galerij

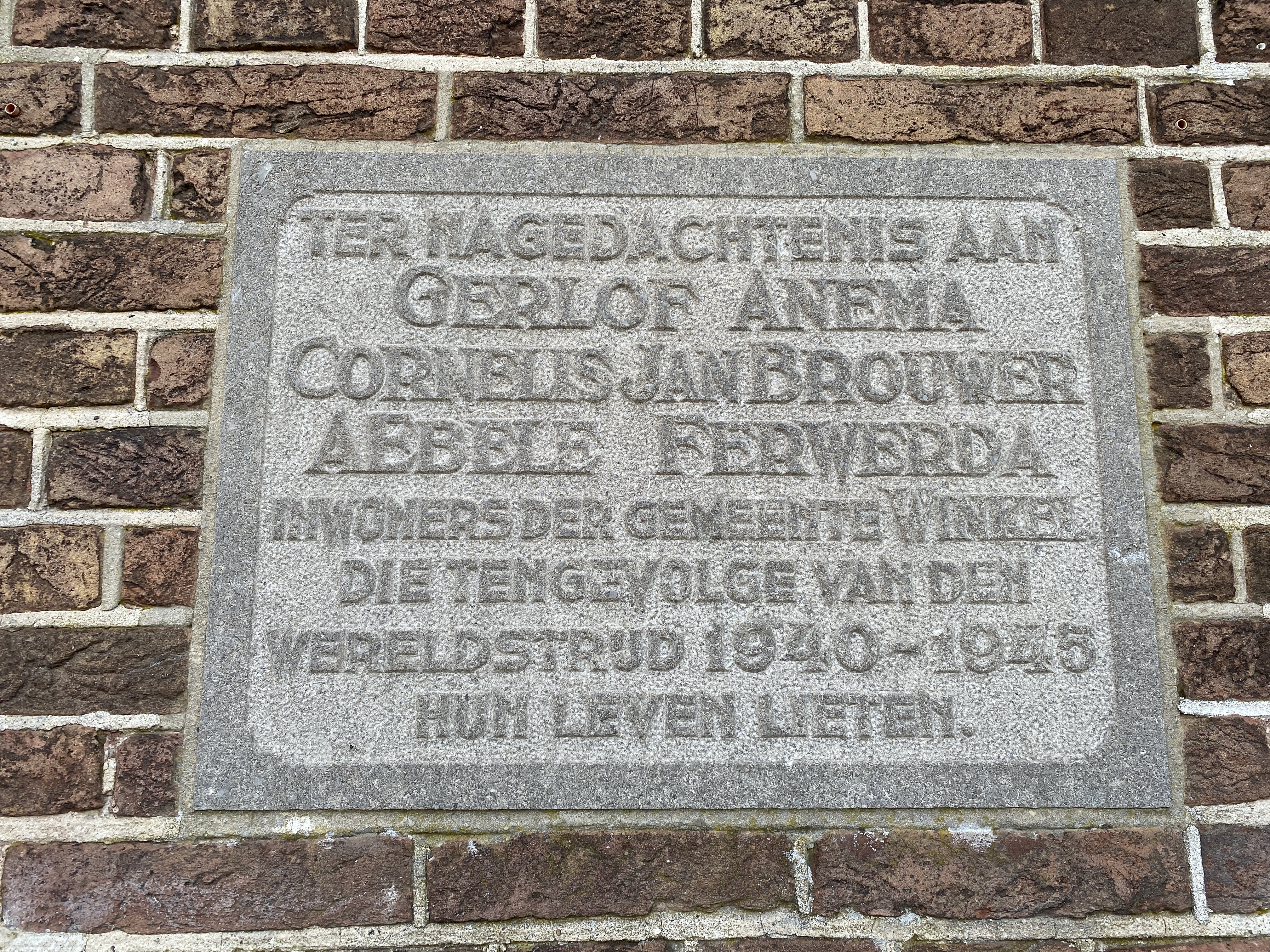
Herdenkingssteen ter nagedachtenis van de Tweede Wereldoorlog.
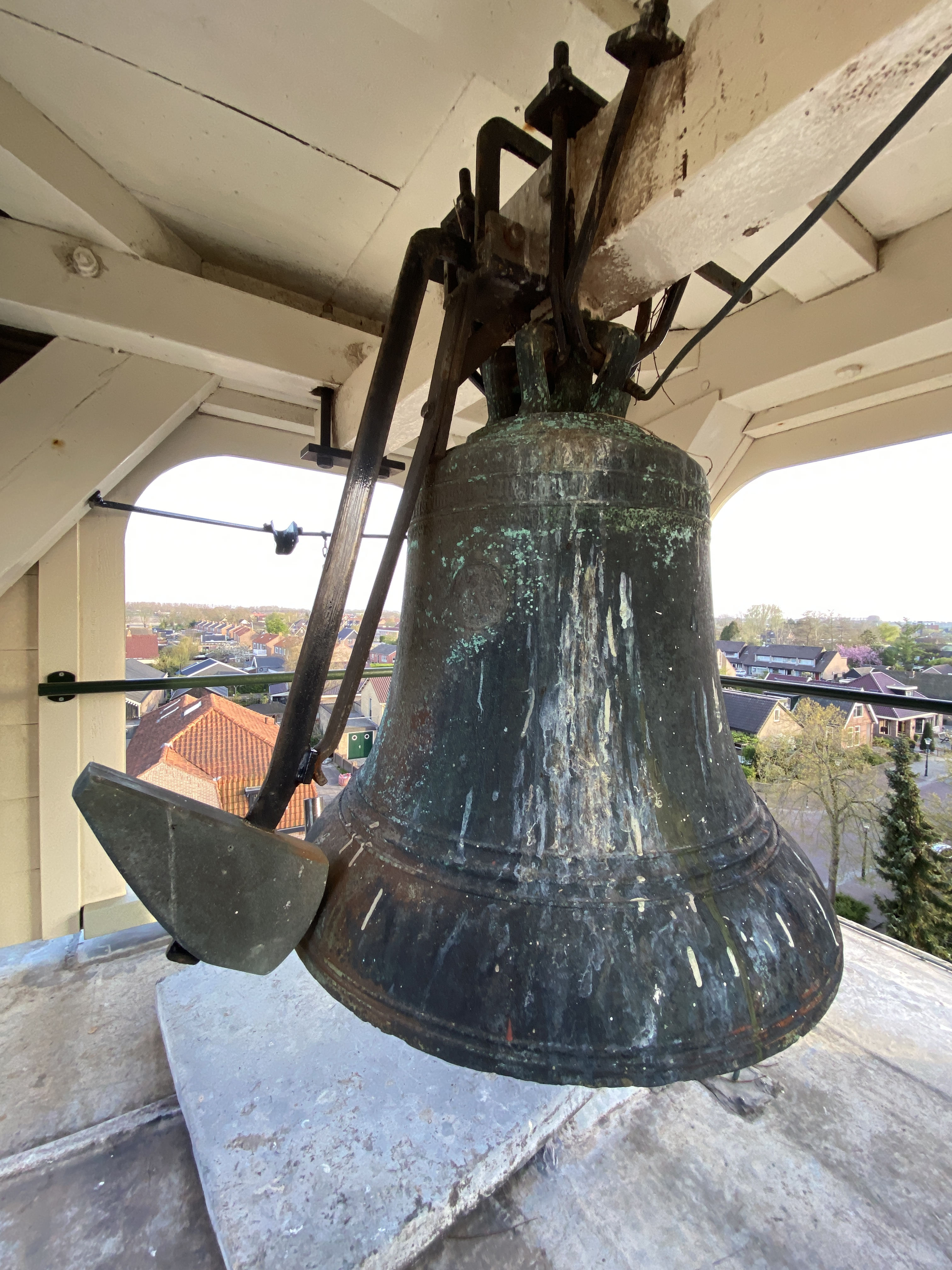
Oude bel in het torentje.
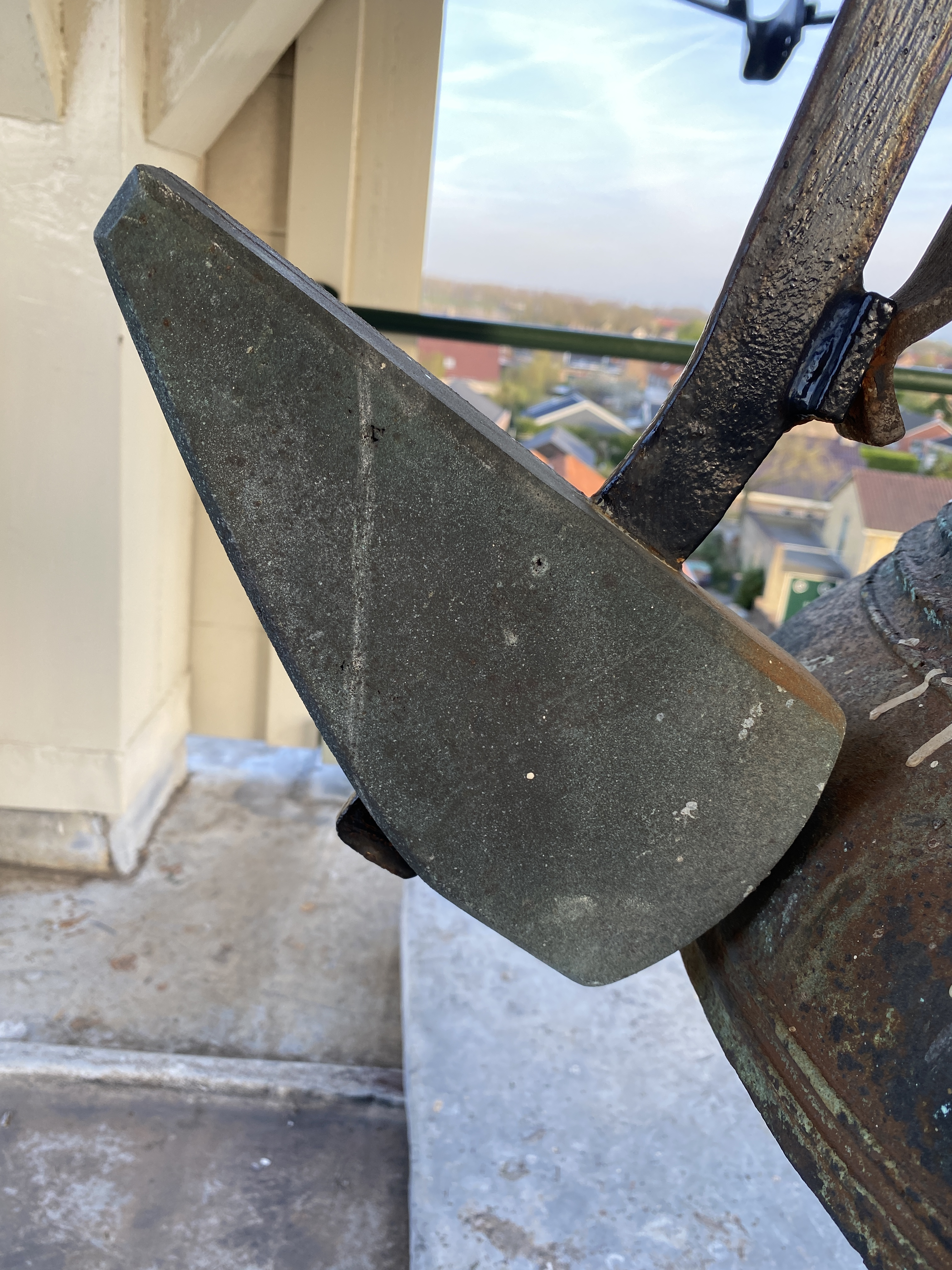
Hamer van de bel.
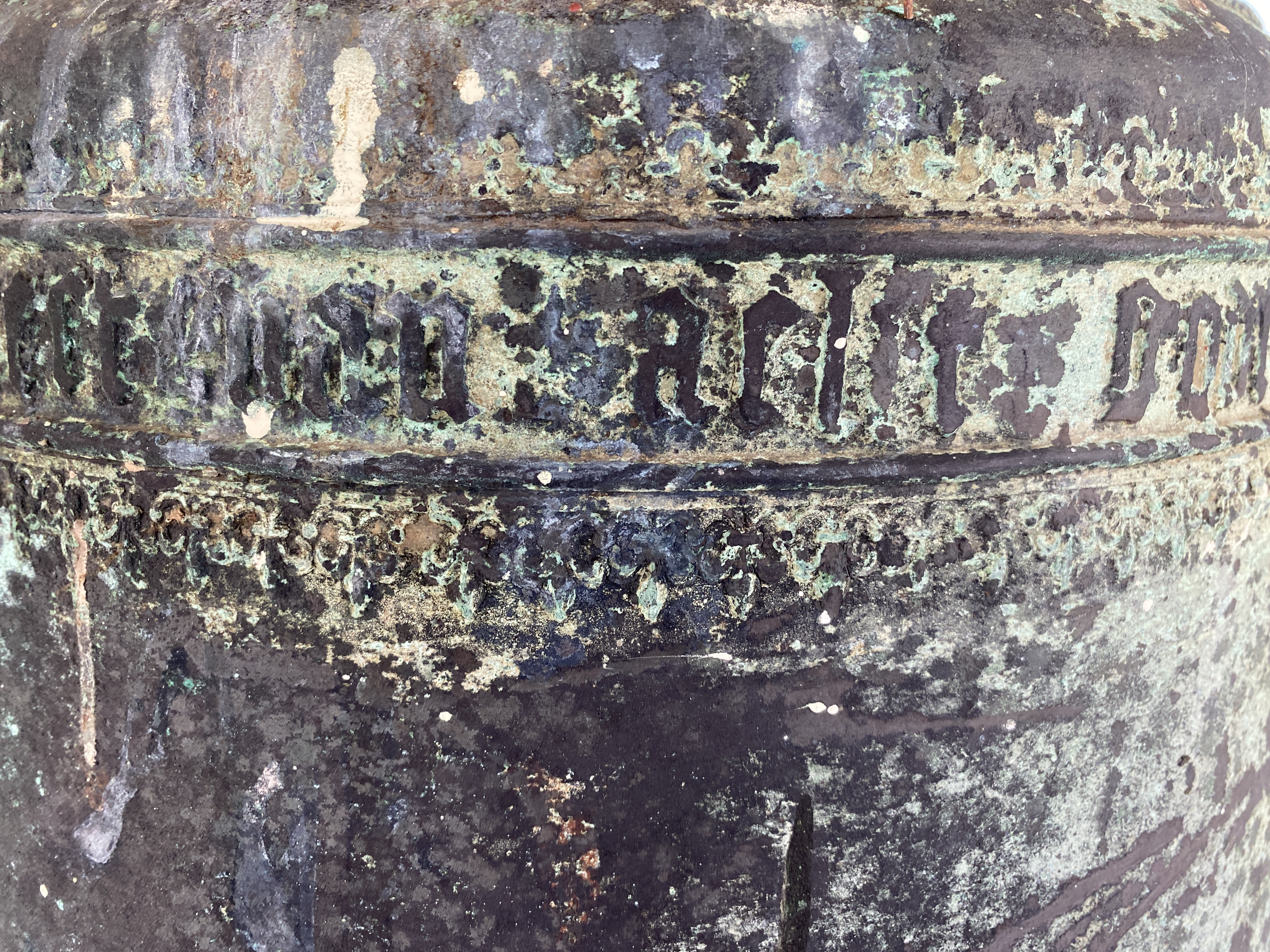
Inscriptie op de luidklok.
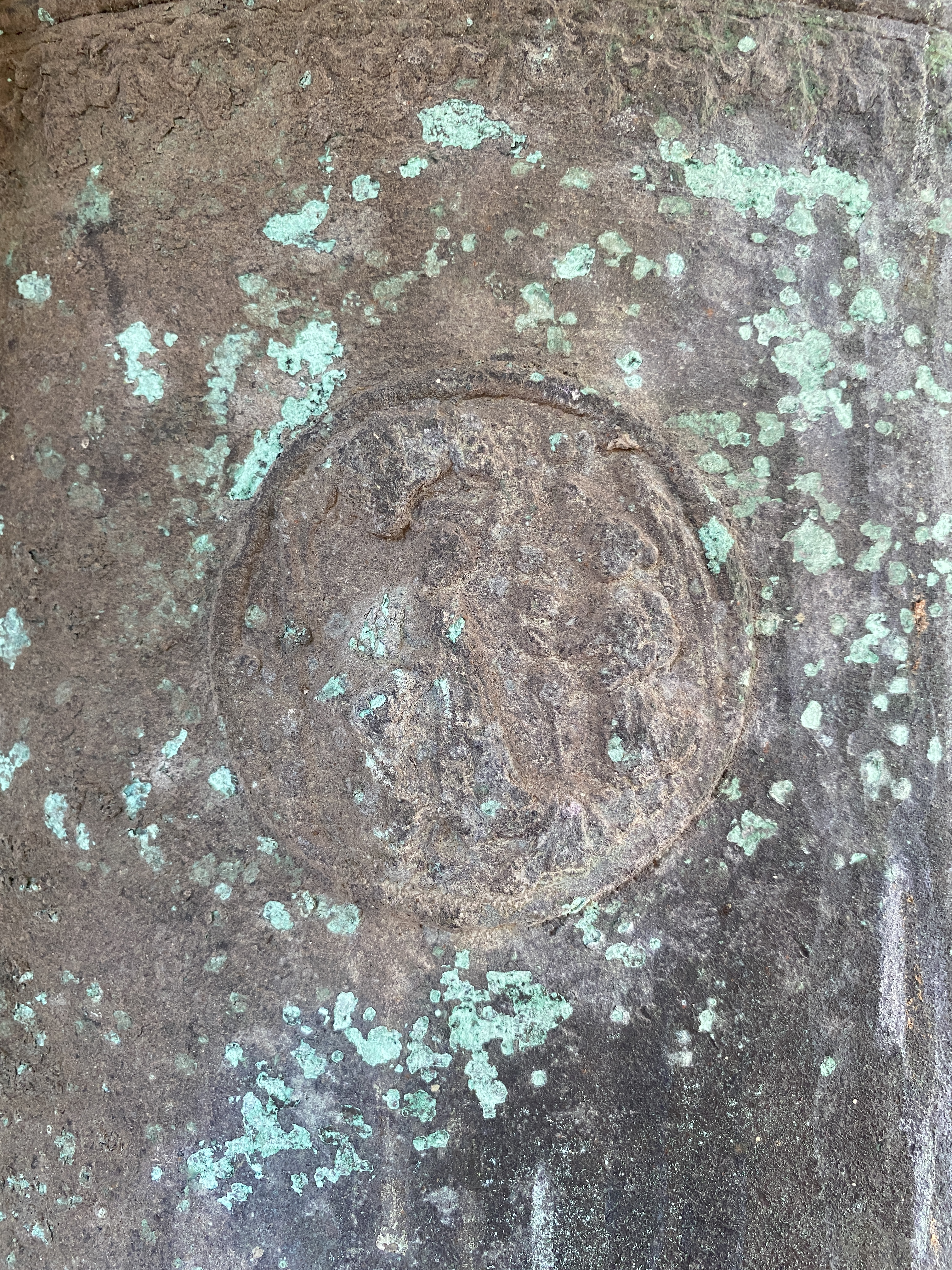
Embleem op de luidklok.
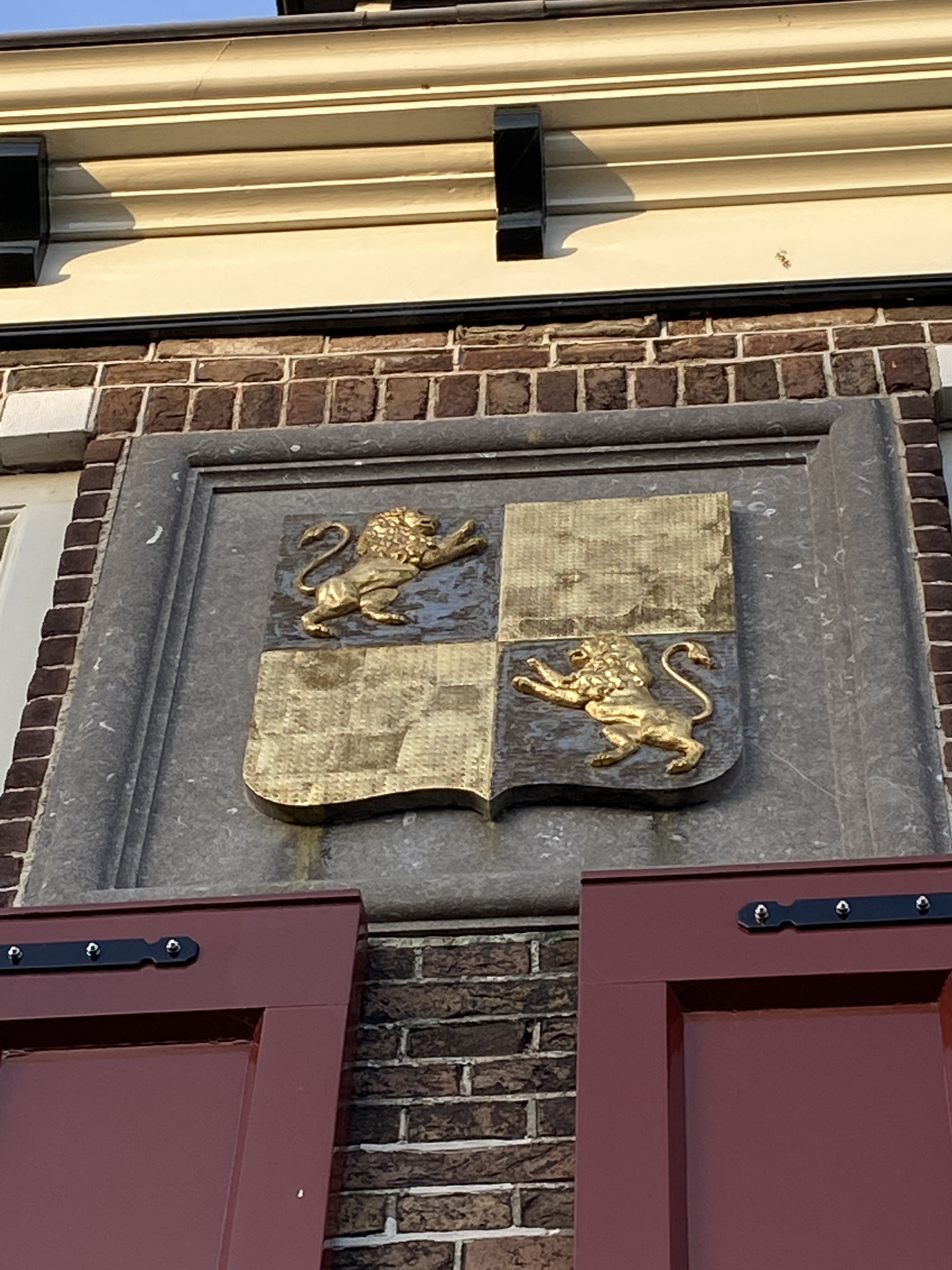
Gevelsteen met het wapen van Winkel.
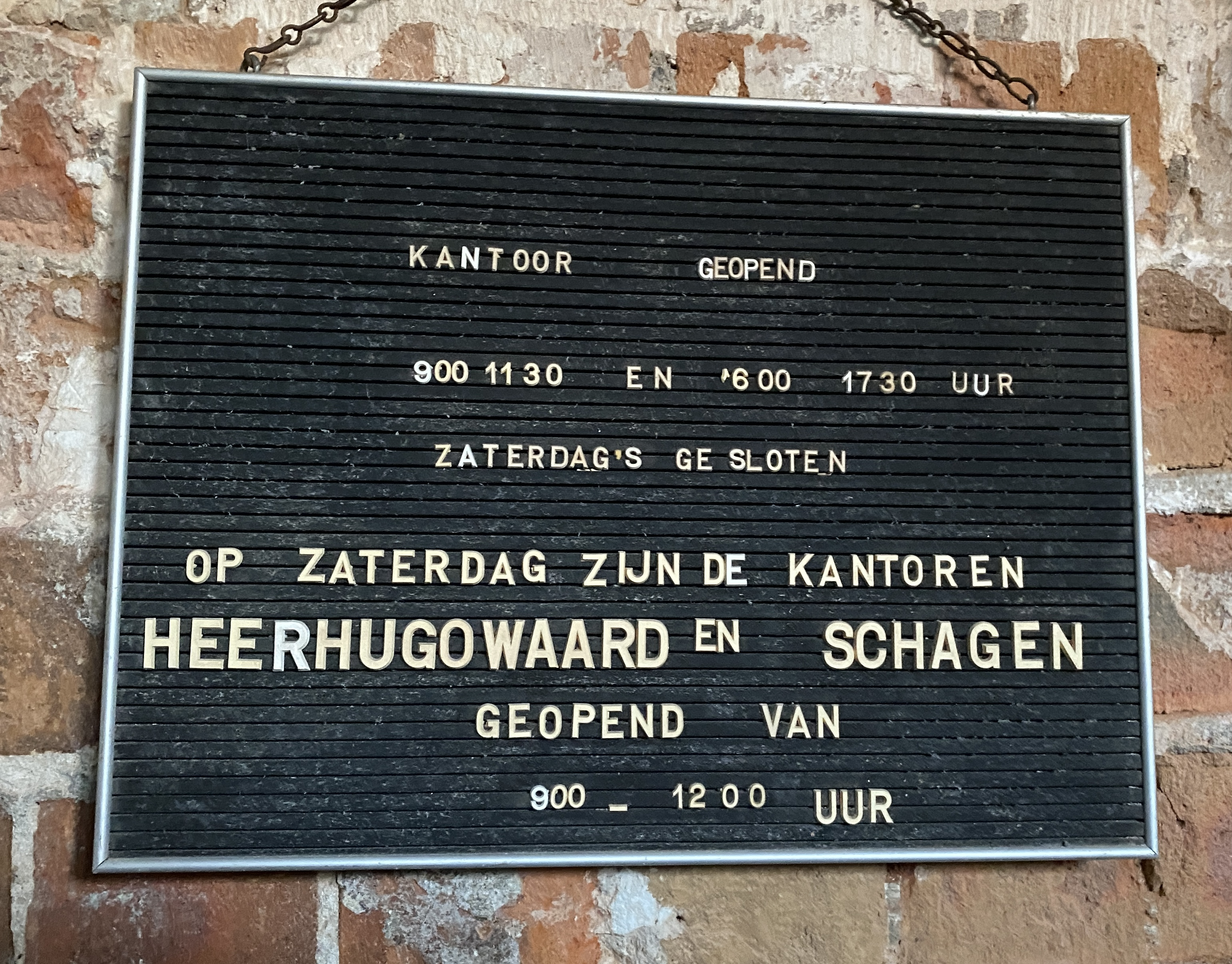
Oud openingsbord van het voormalige postkantoor.
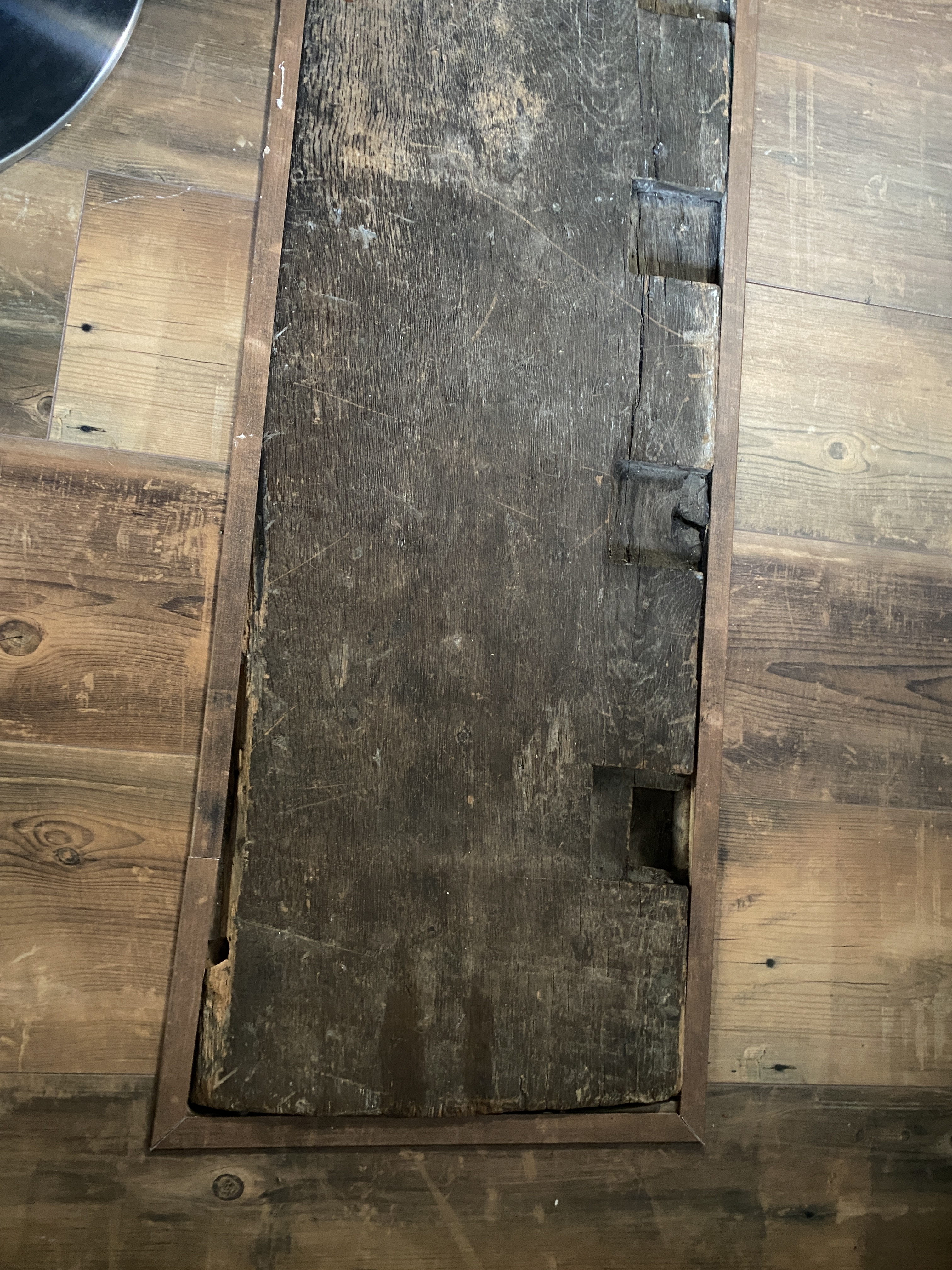
Oude balk op de eerste verdieping, afkomstig uit een schip.
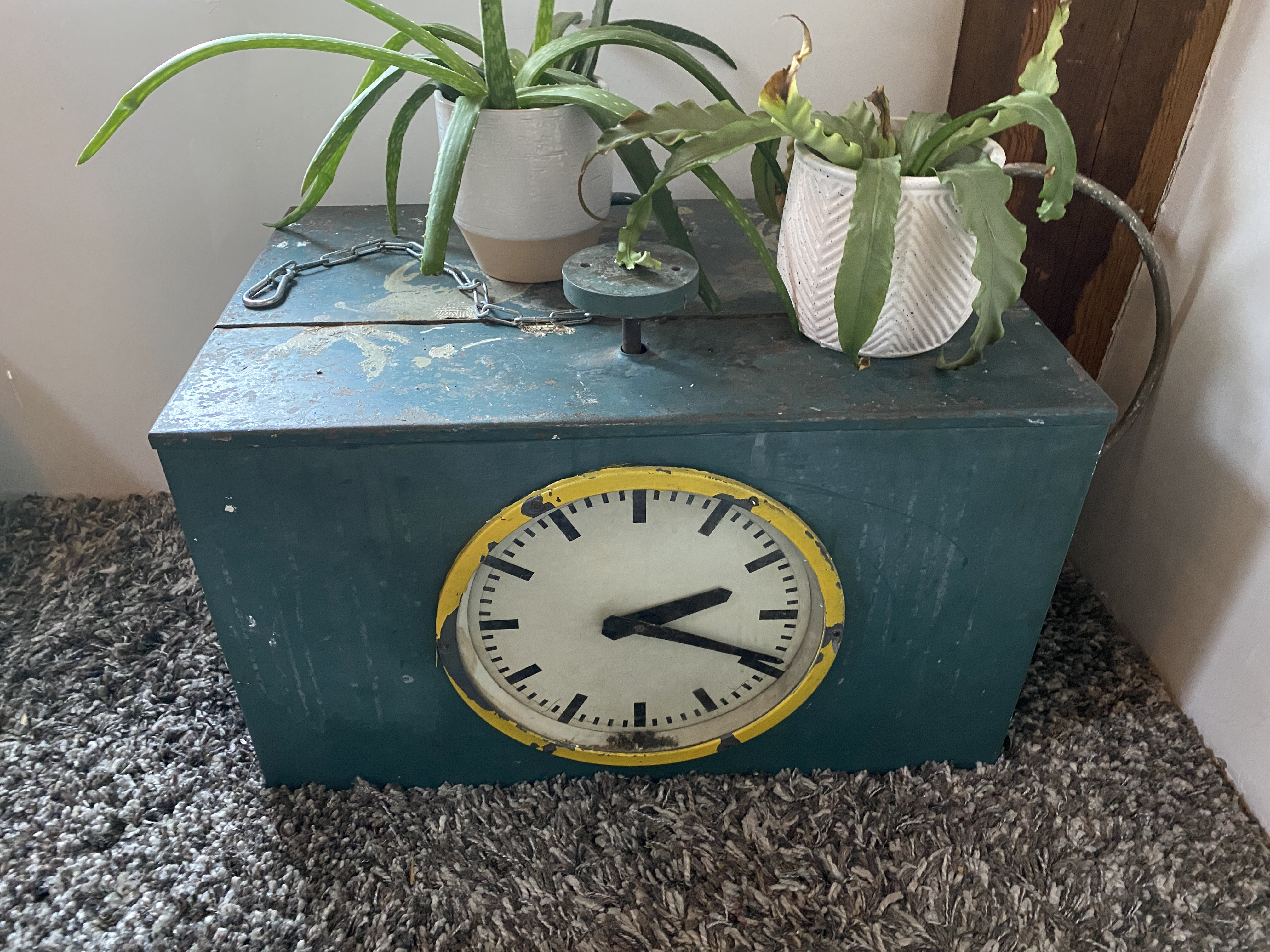
Het voormalige elektrische uurwerk van de klok in de toren.
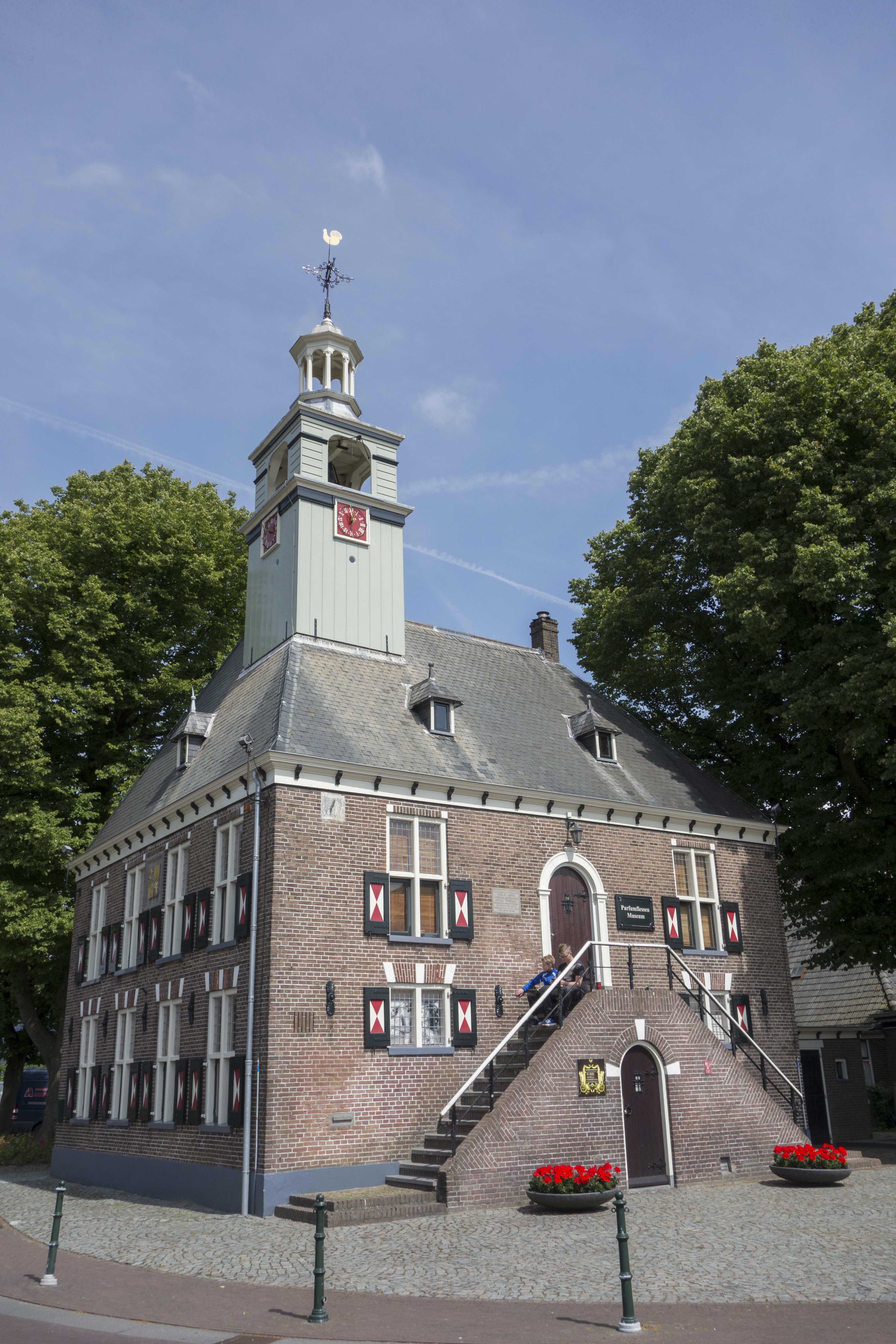
Vooraanzicht van het raadhuis.